# CA Bastia
Nezaměňovat s jinými kluby z Bastie a okolí – SC Bastia a ÉF Bastia.
CA Bastia (celým názvem Cercle Athlétique Bastiais) je francouzský fotbalový klub z města Bastia z ostrova Korsika. Klub byl založen v roce 1920 (letopočet založení je i v klubovém logu) a jeho domácím hřištěm je stadion Stade d'Erbajolo s kapacitou 1 600 diváků. Po historickém postupu do Ligue 2 po sezoně 2012/13 hraje na stadionu Stade Armand Cesari sousedního klubu SC Bastia. Klubové barvy jsou černá a bílá.
V sezoně 2012/13 postoupil ze třetího místa třetí ligy do Ligue 2. Avšak po sezoně 2013/14 klub sestoupil z posledního dvacátého místa tabulky druhé ligy (24 bodů) zpět do třetí ligy Championnat National.

## Soupiska
Aktuální k lednu 2014
| Číslo |              | Pozice | Hráč                                   |
| ----- | ------------ | ------ | -------------------------------------- |
| 1     | Francie      | B      | Sébastien Lombard                      |
| 3     | Burkina Faso | O      | Ben Idrissa Dermé                      |
| 4     | Francie      | O      | Adrien Monfray                         |
| 5     | Francie      | Z      | Jean-Christophe Lamberti               |
| 6     | Francie      | Z      | Florent Marty                          |
| 7     | Francie      | O      | Rémy Arnoux (kapitán)                  |
| 8     | Francie      | O      | Yoann Oswald                           |
| 9     | Francie      | Z      | Alexandre Cropanese                    |
| 10    | Francie      | Z      | Jean-François Grimaldi                 |
| 11    | Francie      | Ú      | Madimoussa Traoré                      |
| 12    | Guinea       | Ú      | Naby Damba                             |
| 13    | Francie      | O      | Mickael Fourtier                       |
| 14    | Francie      | Ú      | Jean-Jacques Mandrichi                 |
| 15    | Francie      | O      | Mamadou Camara                         |
| 16    | Francie      | B      | Antoine Philippon                      |
| 17    | Francie      | Z      | Christophe Vincent (host. z SC Bastia) |

| Číslo |              | Pozice | Hráč                                    |
| ----- | ------------ | ------ | --------------------------------------- |
| 18    | Francie      | Ú      | Romain Pastorelli                       |
| 19    | Francie      | Ú      | Alassane N'Diaye                        |
| 20    | Francie      | O      | Michel Moretti                          |
| 21    | Francie      | Ú      | Vincent Le Mat                          |
| 22    | Francie      | Z      | Nicolas Di Fraya                        |
| 23    | Francie      | O      | Johann Truchet                          |
| 25    | Francie      | O      | Anthony Salis                           |
| 26    | Francie      | O      | Raphaël Romey                           |
| 27    | Francie      | O      | Jérôme Phojo (host. z AS Monaco)        |
| 28    | Francie      | Z      | Salim Moizini                           |
| 29    | Francie      | Z      | Massiré Kanté                           |
| 30    | Francie      | B      | Dominique Agostini                      |
| 32    | Burkina Faso | Z      | Florent Rouamba                         |
| 34    | Nigérie      | Z      | Sunday Mba                              |
| 35    | Francie      | O      | Clément Fabre (host. z Tours FC)        |
| 39    | Francie      | Ú      | Jonathan Rivas (host. z LB Châteauroux) |